# Jean-François-Joseph Dumont
Jean-François-Joseph Dumont (ur. 8 września 1704 w Valenciennes - zm. ?) – dyplomata francuski.
Pełnił szereg funkcji dyplomatycznych Francji, m.in. sekretarza i charge d'affaires ambasady w Wiedniu, rezydenta w Gdańsku (1756-1768). 